# トニー・ジェイムス

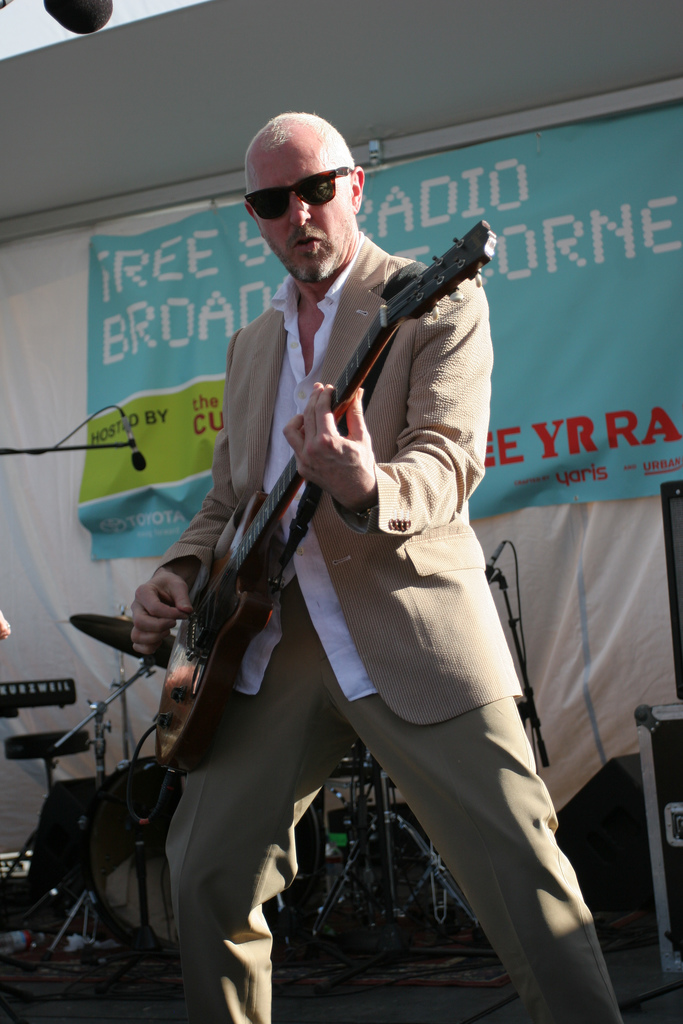
SXSW08でのトニー・ジェイムス

トニー・ジェイムス（Tony James、1958年4月12日 - ）はイギリスのミュージシャン。ジェネレーションXおよびジグ・ジグ・スパトニックのベーシストとして知られる。
数学と計算機で最優秀の成績を修めて学校を卒業し、コンピューター・プログラマーとして働いていた。後のザ・ダムドのブライアン・ジェイムス、後のザ・クラッシュのミック・ジョーンズとテリー・チャイムズと共に、パンク・ロック・バンド、ロンドンSSの創設メンバーだった。

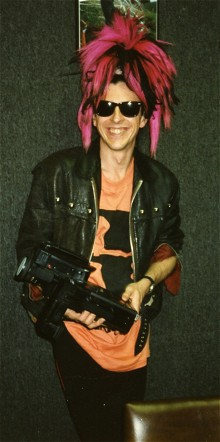
ジグ・ジグ・スパトニック時代のトニー・ジェイムス - 1986年、サンフランシスコで

後にジェイムスは初期パンクバンド、チェルシーに参加。メンバーはギターにビリー・アイドル、ドラムにジョン・タウ、ボーカルはジーン・オクトーバーだった。間もなく彼等はオクトーバーを除き、1970年代のブリティッシュ・パンク・バンド、ジェネレーションX（ジェーン・デヴァーソン著の1960年代のペーパーバック (en:Generation X (book)) から名付けたもの。1990年代のダグラス・クープランドの本ではない）を結成する。
スティーヴ・ベイターズとローズ・オブ・ザ・ニュー・チャーチに曲「ロシアン・ルーレット」を書き、セックス・ギャング・チルドレンのアルバムをプロデュースした後、ジェネレーションXの後を継ぎ、1980年代のグラム・ロック・バンド、ジグ・ジグ・スパトニックをファッション・デザイナー兼歌手のマーティン・デグヴィルと結成。彼の「スペース・ベース」はスパット・スタイルのトレードマークとなった。当時、ジェイムスは有名ジャーナリストのジャネット・ストリート・ポーターと関係を持っていた。それ以前にはマジェンタ・デヴァインと一緒に暮らしていた。彼女は自立した裕福なヘロイン中毒患者で、バンドの代理人を務めていたが、後にポーターの力でテレビ・パーソナリティになった。
1990年、シスターズ・オブ・マーシーのメンバーになり、アルバム『ヴィジョン・シング』とその後のツアーでベースを弾いたが、翌年にはシスターズを去った。
彼はその後もツアー活動を続けている。また、彼のファンがまだいることをインターネット上で信じ、ジグ・ジグ・スパトニックを再生した。さらに、元ザ・クラッシュのミック・ジョーンズとカーボン/シリコンを組み、ここではギターを弾いている。